# Équipe du Costa Rica de beach soccer
L'équipe du Costa Rica de beach soccer est une sélection costaricienne qui réunit les meilleurs joueurs costariciens de beach soccer.

## Palmarès
- Coupe du monde
  - 1er tour en 2009

- Championnat CONCACAF
  - Finaliste en 2009